# Pista dels Montiells
La Pista dels Montiells és una pista rural del poble d'Hortoneda, a l'antic terme d'Hortoneda de la Conca, actualment pertanyent a Conca de Dalt, al Pallars Jussà.
Arrenca de la Carretera d'Hortoneda al Tros Pla, a ponent d'Hortoneda, des d'on ascendeix cap al sud-est pel costat de ponent del Tros de la Font, passa pel nord d'Enquinano i ran de la Cabana del Toni, puja a la partida de lo Montiell, que travessa, i acaba de pujar al Planell dels Moltons.